# Фосфат бериллия
Фосфат бериллия — неорганическое соединение, кислая соль металла бериллия и ортофосфорной кислоты с формулой Be3(PO4)2, бесцветные кристаллы, растворимые в воде, образует кристаллогидраты.

## Получение
- Обработка растворов солей бериллия избытком раствора гидрофосфата натрия:

{\displaystyle {\mathsf {3BeCl_{2}+2Na_{2}HPO_{4}\ {\xrightarrow {T}}\ Be_{3}(PO_{4})_{2}+4NaCl+2HCl}}}

## Физические свойства
Фосфат бериллия образует бесцветные кристаллы.
Из водного раствора выпадает кристаллогидрат состава Be3(PO4)2•4H2O, который при нагревании до 100°С переходит в Be3(PO4)2•3H2O